# تكمي نجديد (سيدي واشاي)
تكمي نجديد هو دُوَّار يقع بجماعة سيدي وساي، إقليم شتوكة آيت باها، جهة سوس ماسة في المملكة المغربية. ينتمي الدوّار لمشيخة سيدي واشاي التي تضم 7 دواوير. يقدر عدد سكانه بـ 2469 نسمة حسب الإحصاء الرسمي للسكان والسكنى لسنة 2004.

## روابط خارجية
- البوابة الوطنية للجماعات الترابية نسخة محفوظة 12 مارس 2018 على موقع واي باك مشين.
- المندوبية السامية للتخطيط